# لوان شابانول
لوان شابانول (بالفرنسية: Loan Chabanol)‏ هي ممثلة وفنانة فرنسية. ولدت في 30 ديسمبر 1982 في باريس، فرنسا.

## الحياة الشخصية
في فبراير 2020، أصبحت شابانول مواطنة أمريكية.

## فيلموغرافيا

### الأفلام الروائية
- يتلاشى جيجولو (2013) ، قرض
- الشخص الثالث (2014) ، سام
- الناقل بالوقود (2015) ، آنا

### أفلام قصيرة
- النفسي ناصريما (2013) ، باستر كيتون

## روابط خارجية
- لوان شابانول على موقع IMDb (الإنجليزية)
- لوان شابانول على موقع ألو سيني (الفرنسية)
- لوان شابانول على موقع أول موفي (الإنجليزية)
- لوان شابانول على موقع قاعدة بيانات الفيلم (الإنجليزية)
- لوان شابانول على موقع كينوبويسك (الروسية)